# Johann Gottfried Zeller

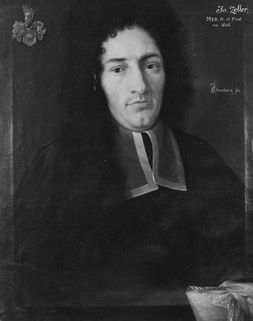
Johann Zeller in der Tübinger Professorengalerie

Johannes Zeller oder Johann Gottfried Zeller (* 5. Januar 1656 in Lienzingen, Herzogtum Württemberg; † 7. April 1734 in Tübingen) war ein deutscher Mediziner.

## Leben
Johann Zeller entstammte einer Pfarrerfamilie, er studierte in Tübingen und erlangte dort, nachdem er von einer größeren wissenschaftlichen Reise durch Frankreich, Holland und Deutschland zurückgekehrt war, 1684 die medizinische Doktorwürde. Er war dann zwei Jahre lang Reisebegleiter des Fürsten von Oettingen und seit 1686 außerordentlicher Professor in Tübingen.
Zeller erhielt von mehreren Höfen den Titel eines Medizinalrats. Er war ein erfahrener Geburtshelfer und half als solcher 1716 bei einer Entbindung der Gemahlin Karls VI., Kaiserin Elisabeth Christine. Seine zahlreichen in lateinischer Sprache verfassten Schriften befassen sich mit Geburtshilfe und Balneologie. Letztere handeln von den württembergischen Heilquellen Teinach, Wildbad und Liebenzell.
Er heiratete 1684 Anna Christina Weyler aus Gernsbach (1662–1687), dann 1689 Christina Dorothea Hopfer geb. Bardili (1660–1719), eine Enkelin des Medizinprofessors Carl Bardili und der Regina geb. Burckhardt. Johann Zellers Tochter Clara Hedwig (1703–1780) heiratete 1720 den Mediziner Alexander Camerarius.

## Schriften (Auswahl)
- Diss. de vasorum lymphaticorum administratione et phaenomenis secundum et praeter naturam. Tübingen 1687.
- Diss. quod pulmonum infantis in aqua subsidentia infanticidas non absolvat nec a tortura liberet nec respirationem foetus in utero tollat. Tübingen 1691.
- Diss. de vita humana ex funiculo pendente. Tübingen 1692.
- Diss. de morbis ex strictura glandularum praeter naturam natis. Tübingen 1694.
- Quadriga thesium medicarum ad ductum aphor. Hippocr., sect. I. Tübingen 1695.